# Neo Geo Pocket Color
Neo Geo Pocket Color — 16-разрядная цветная портативная игровая система производства компании SNK. Она является преемницей монохромной портативной игровой консоли SNK Neo Geo Pocket, дебютировавшей в 1998 году в Японии, и имеет полную обратную совместимость с ней. Neo Geo Pocket Color была выпущена 16 марта 1999 года в Японии, 6 августа 1999 года в Северной Америке и 1 октября 1999 года в Европе. Система вышла на рынки, где полностью доминировала компания Nintendo, и конкурировала с игровой системой Nintendo Game Boy Color.
После хорошего старта продаж как в США, так и в Японии, когда вместе с системой было выпущено 14 игр (рекордное на тот момент количество), последующая низкая розничная поддержка в США, отсутствие коммуникации со сторонними разработчиками игр со стороны американского руководства SNK Corporation, популярность франшизы Pokémon от Nintendo и ожидание публикой выхода 32-разрядной игровой системы Game Boy Advance, а также сильная конкуренция в Японии со стороны игровой системы WonderSwan от Bandai привели к снижению продаж в обоих регионах.
Между тем SNK испытывала финансовые затруднения как минимум год, вскоре предприятие развалилось и в январе 2000 года было приобретено американским производителем патинко-автоматов Aruze. Однако Aruze не поддержала бизнес SNK по производству видеоигр, что привело к тому, что первоначальный основатель SNK и несколько других сотрудников покинули компанию и основали новое предприятие — BrezzaSoft. В конце концов, 13 июня 2000 года компания Aruze решила уйти с североамериканского и европейского рынков, что ознаменовало окончание работы SNK по всему миру и прекращение продаж аппаратного и программного обеспечения Neo Geo на этих рынках. Однако Neo Geo Pocket Color (и другие продукты SNK/Neo Geo) продержались в Японии до 2001 года. Это была последняя игровая система SNK, так как компания 22 октября 2001 года обанкротилась.
Несмотря на свою неудачу, Neo Geo Pocket Color считается влиятельной системой. Для этой системы было выпущено много известных игр, таких как SNK vs. Capcom: The Match of the Millennium, King of Fighters R-2 и другие качественные аркадные игры, созданные на основе игр для систем SNK MVS и AES. Кроме того, в системе использовался щелкающий аркадный стик, который получил высокую оценку за точность и считался отлично подходящим для игр в жанре файтинга. Также высокую оценку получили дисплей системы и длительная продолжительность работы от батареи, составляющая 40 часов.